# Saadallah Wannous
Pour les articles homonymes, voir Wannous.
Œuvres principales
- Rituel pour une métamorphose (1994)
- Miniatures historiques (1994)
- La Tête du mamelouk Jaber (1969)
- Le Roi est le roi (1977)

Saadallah Wannous ou Saad-Allah Wannous(en arabe : سعد الله ونوس) est un critique littéraire et dramaturge syrien, né en 1941 dans le village Hussein al-Bahr près de Tartous et mort le 15 mai 1997.

## Biographie
Saad-Allah Wannous étudie aux écoles de Lattaquié, et obtient une bourse pour étudier le journalisme au Caire (Égypte). La séparation entre la Syrie et l'Égypte marque profondément ses écrits, ce qui est notamment visible dans sa première pièce, publiée après sa mort.
Il commence à écrire dans la revue al-Aadaab (« les lettres ») où il publie un article sur la séparation, et une étude du roman d'Alberto Moravia L'Ennui. Ensuite il retourne à Damas, où il travaille au ministère de la Culture en tant que rédacteur des pages culturelles dans les revues al-Safir (« l'ambassadeur ») de Liban et al-Thaourah (« la révolution ») de Syrie. Il occupe également le poste de directeur de l'Organisme général du théâtre et de la musique en Syrie.
À la fin des années 1960, il se rend à Paris pour étudier l'art du théâtre. Dès son retour, il se charge d'organiser un festival de théâtre à Damas ; il est ensuite nommé directeur du théâtre expérimental dans le théâtre de Khalil Qabbani, dont les représentations critiquent politiquement et socialement la situation du monde arabe après le choc des intellectuels à la suite de la défaite de 1967. Sous la conduite de Mumtaz Al Bahra, il participe à la fondation, à Damas, de la revue pour enfants Usamah. 
À la fin des années 1970, Wannous participe à la création de l'Institut Supérieur d'Arts Dramatiques à Damas où il travaille en tant qu'enseignant. Il publie la revue Hayat al-Masrah (« la vie du théâtre ») dont il est rédacteur en chef.
Après l'invasion israélienne du Liban et le blocus de Beyrouth en 1982, Wannous disparaît, et arrête d'écrire pendant une décennie. Il reprend au début des années 1990.
Saad-Allah Wannous est le premier dramaturge arabe à écrire la lettre internationale à la Journée Mondiale du Théâtre (27 mars 1996). Il est honoré par de nombreux festivals comme le festival du Caire pour le théâtre expérimental, et le Festival international de Carthage où il obtient le prix culturel du Sultan « Al-Owais » pour le théâtre à la première session le 15 mai 1997.
Il décède d'un cancer le 15 mai 1997.

## Œuvre traduite en français
- Rituel pour une métamorphose, trad. de Rania Samara, Arles, France, Actes Sud, coll. « Papiers », 2013, 104 p.  (ISBN 978-2-330-01625-8)

Premier texte arabe à entrer au répertoire de la Comédie-Française, création au Théâtre du Gymnase (Marseille) en avril 2013.